# LO-borgen

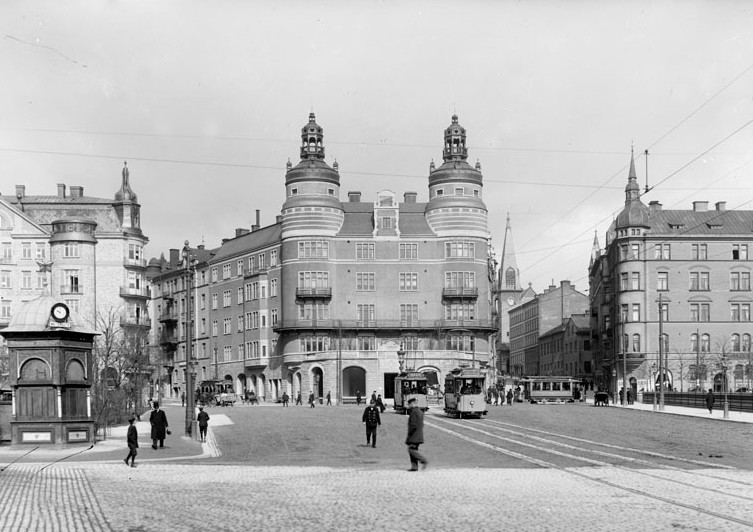
Carlbergska huset på 1920-talet

LO-borgen, eller ursprungligen Carlbergska huset, är en framträdande byggnad uppförd 1899 på Barnhusgatan 18 vid Norra Bantorget i Stockholm, efter ritningar av Ferdinand Boberg för trävaruhandlaren Gustaf Carlberg. 

## Carlbergska huset
Byggnaden står i kvarteret Skolan mellan Västmannagatan, Barnhusgatan och Upplandsgatan och bildar en effektfull fond i Vasagatans norra avslutning. De två karakteristiska hörntornen kröns av var sin kopparklädda tornlanternin. Fasaden är putsad och har dekor av kalksten. Byggnaden blev förebild för många sekelskiftshus på malmarna.
Byggnaden inrymde ursprungligen så väl paradvåningar som lokaler för Kungliga Vetenskapsakademins nobelkommittéer. Då nobelkommittéerna flyttade ut 1909 inhystes Svenska akademiens Nobelbibliotek fram till 1921.

## Bobergs ritningar över Carlbergska huset

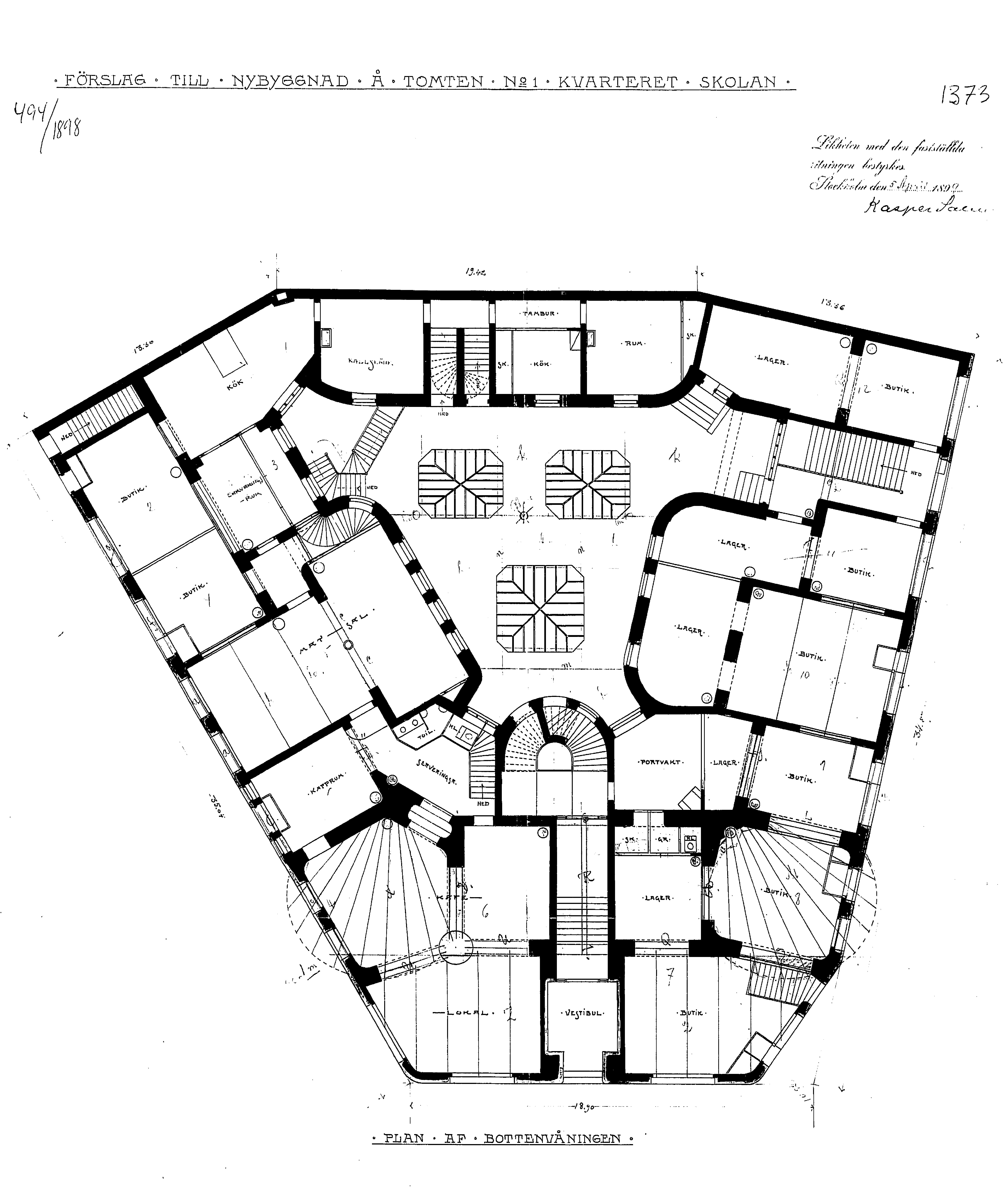
Bottenvåning
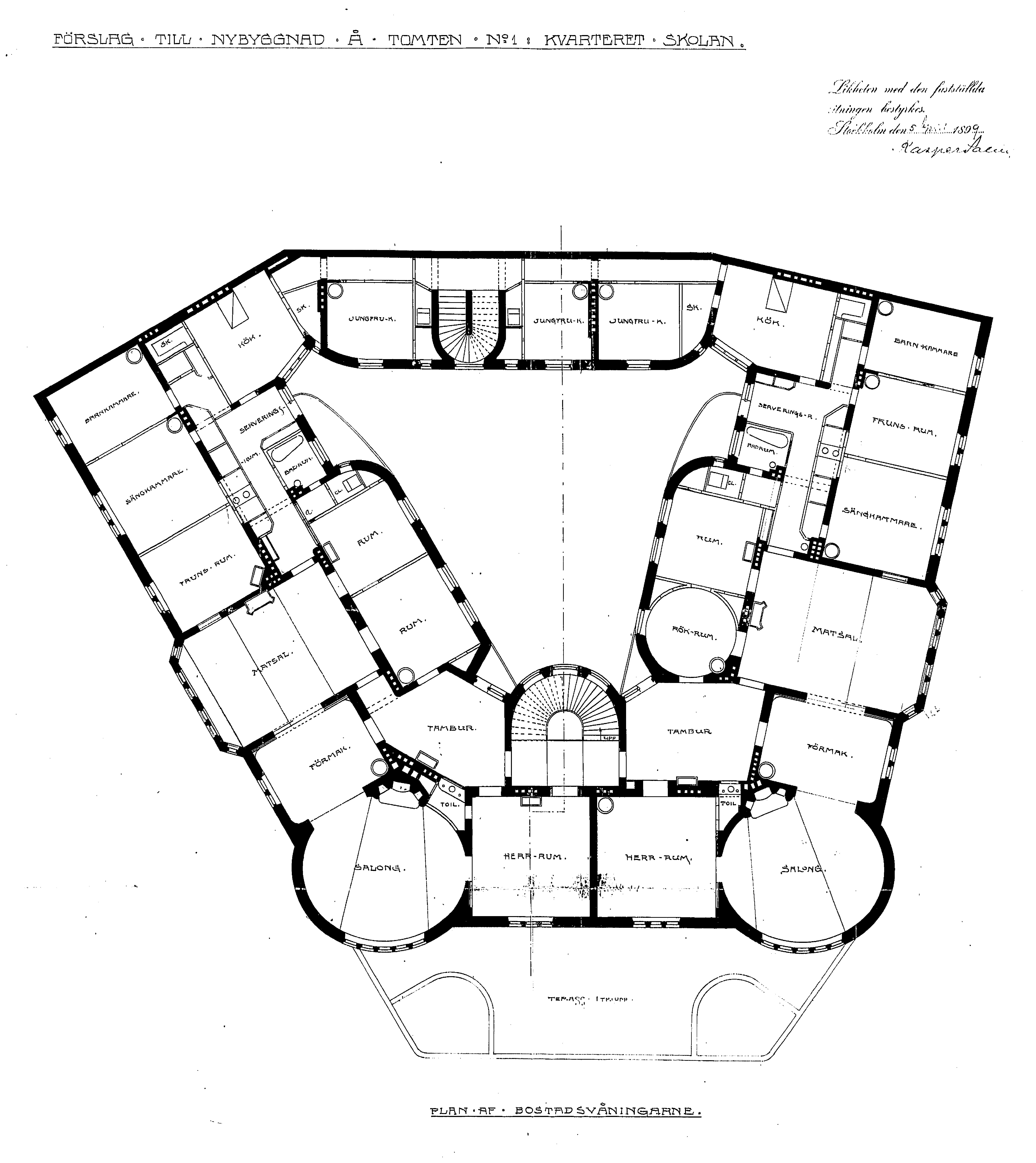
Bostadsvåning
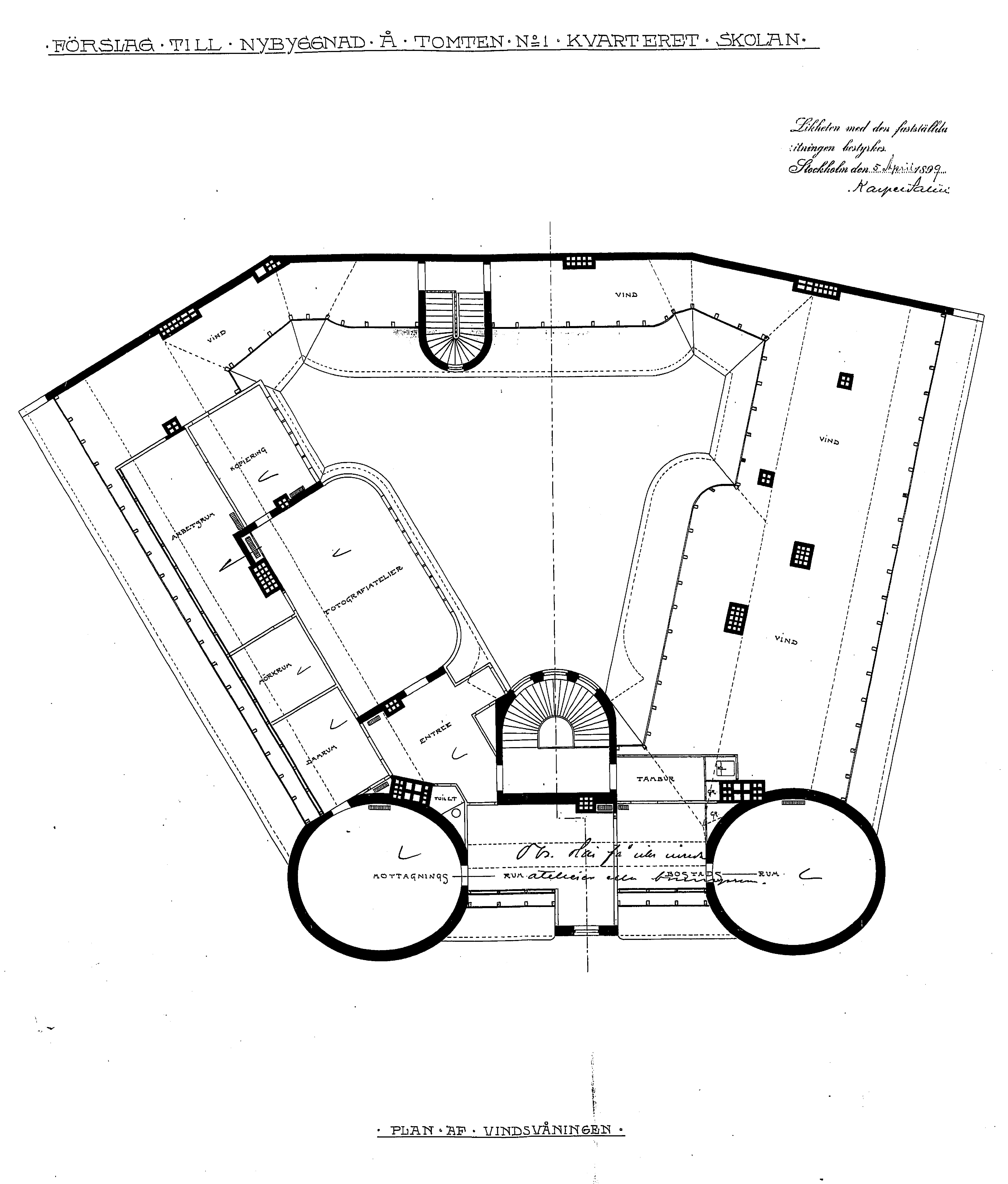
Vindsvåning
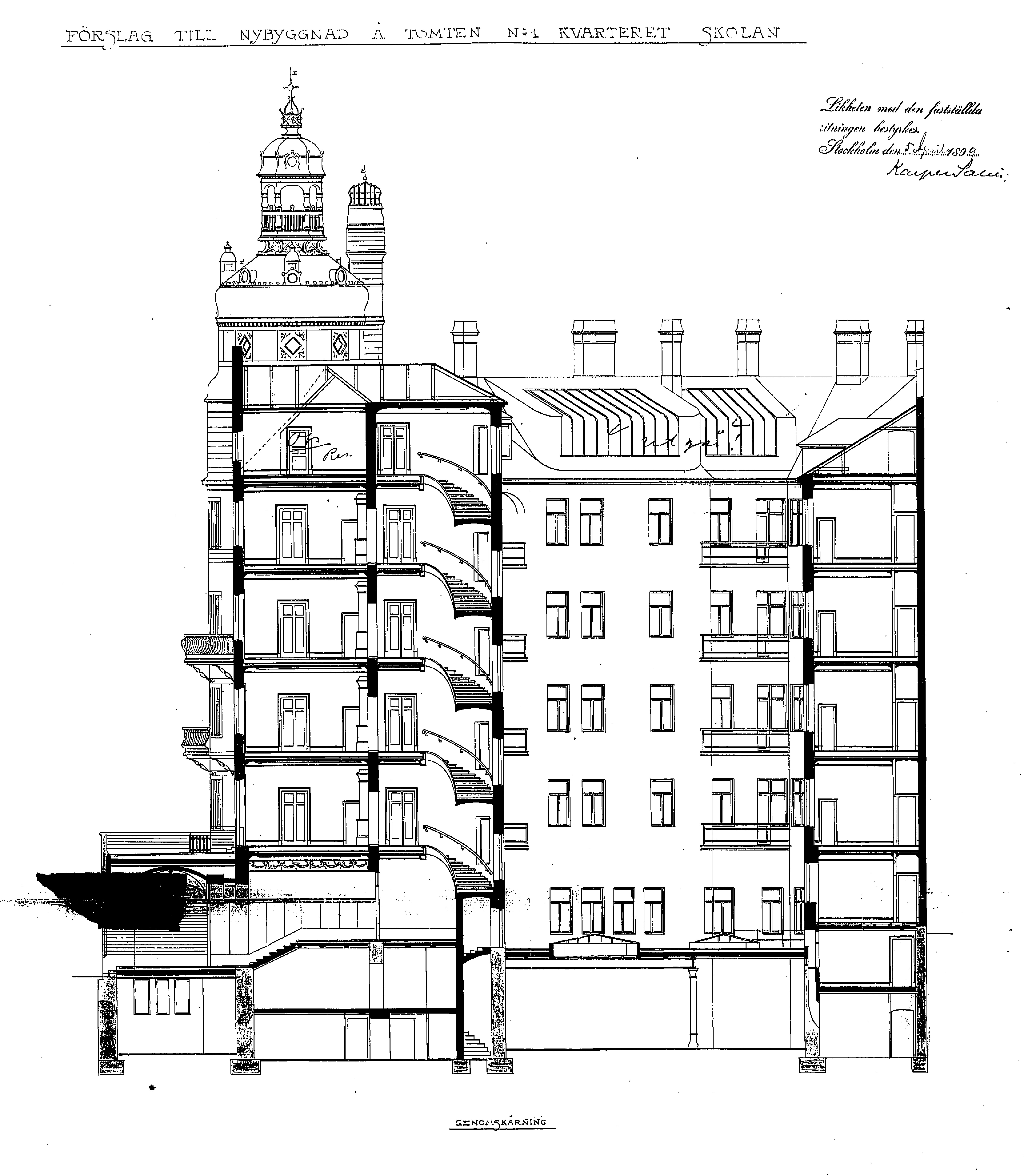
Sektion
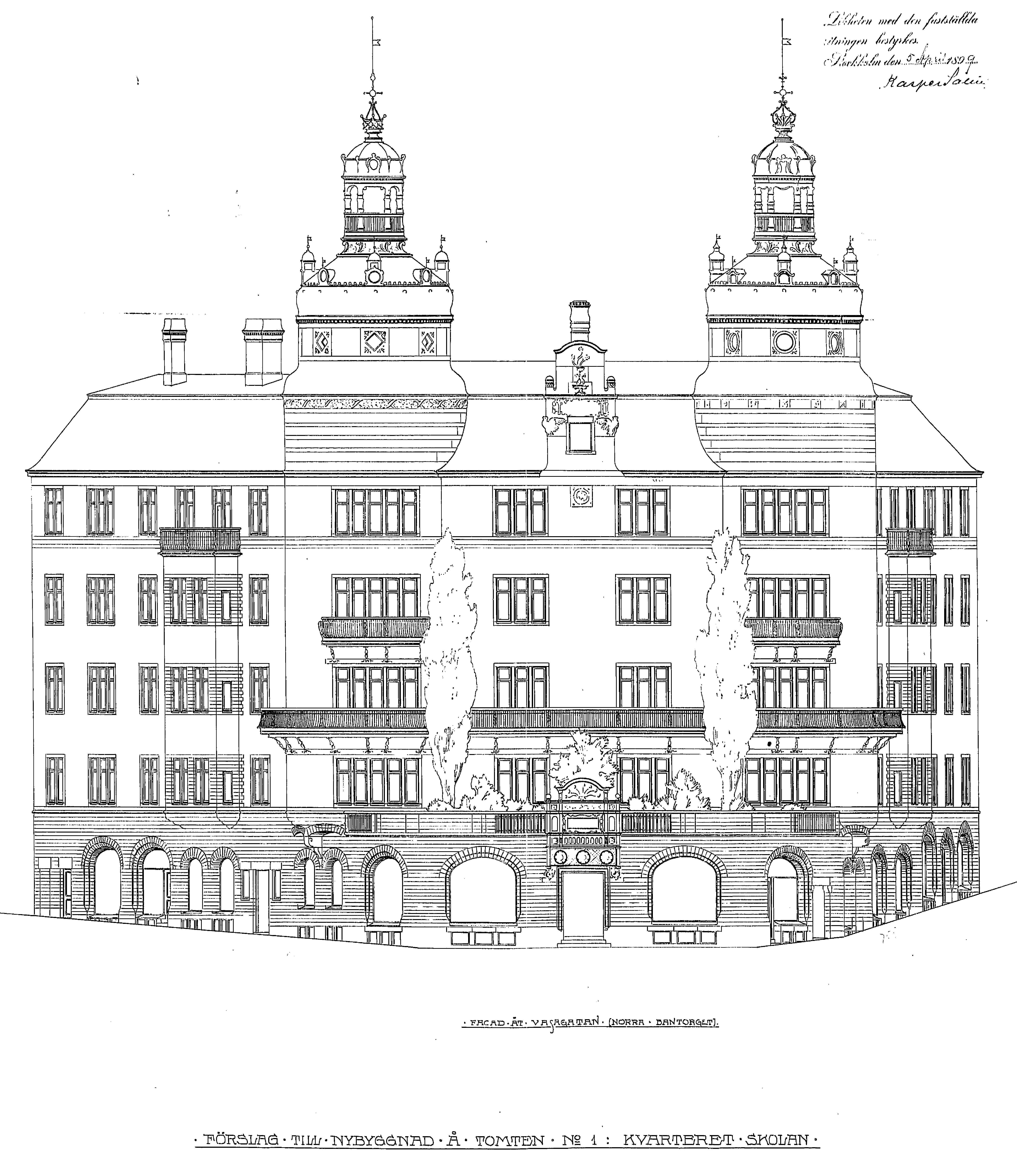
Fasad mot Norra Bantorget
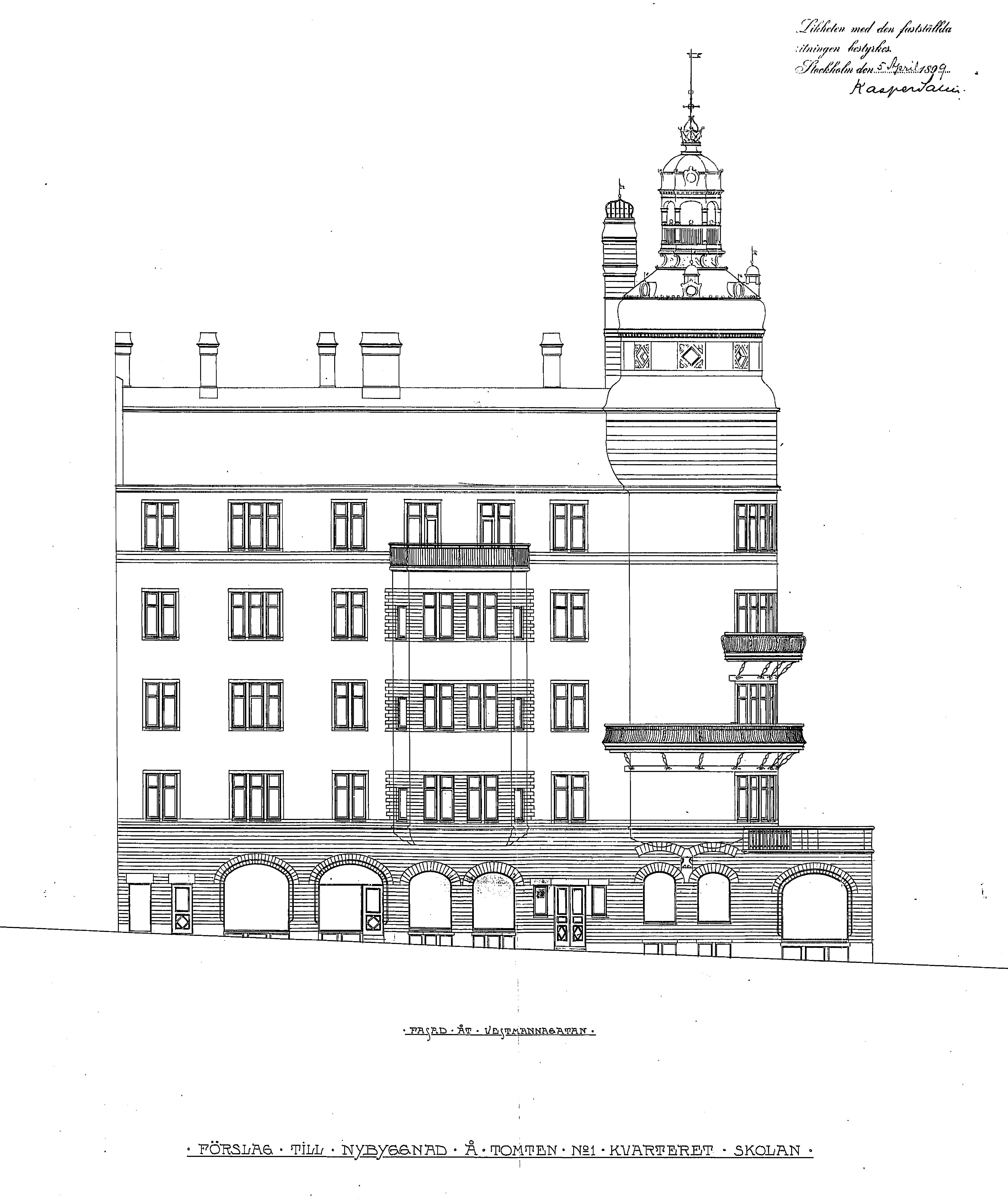
Fasad mot Västmannagatan

## LO förvärvar huset
Huset förvärvades 1926 av Landsorganisationen i Sverige (LO) som då, med hjälp av arkitekt Sven Wallander, byggde om huset till kontor. Den nya entrén smyckades samtidigt med väggfresker med arbetarmotiv av Olle Hjortzberg. LO har sedan dess sitt säte på adressen och har även gett byggnaden dess nuvarande namn.
Byggnaden är blåklassad av Stockholms stadsmuseum vilket innebär att det kulturhistoriska värdet anses motsvara fordringarna för byggnadsminne.

## Bilder

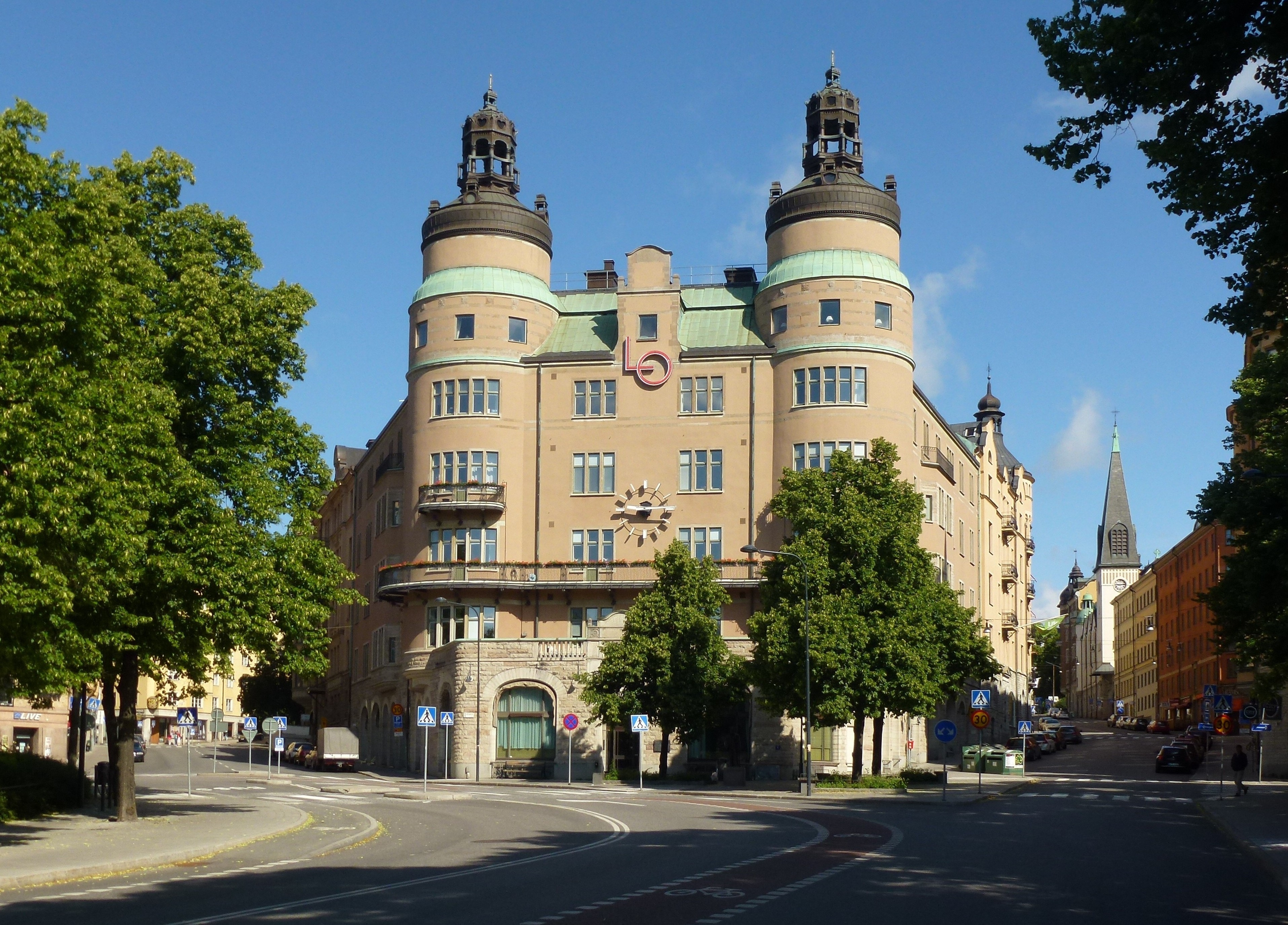
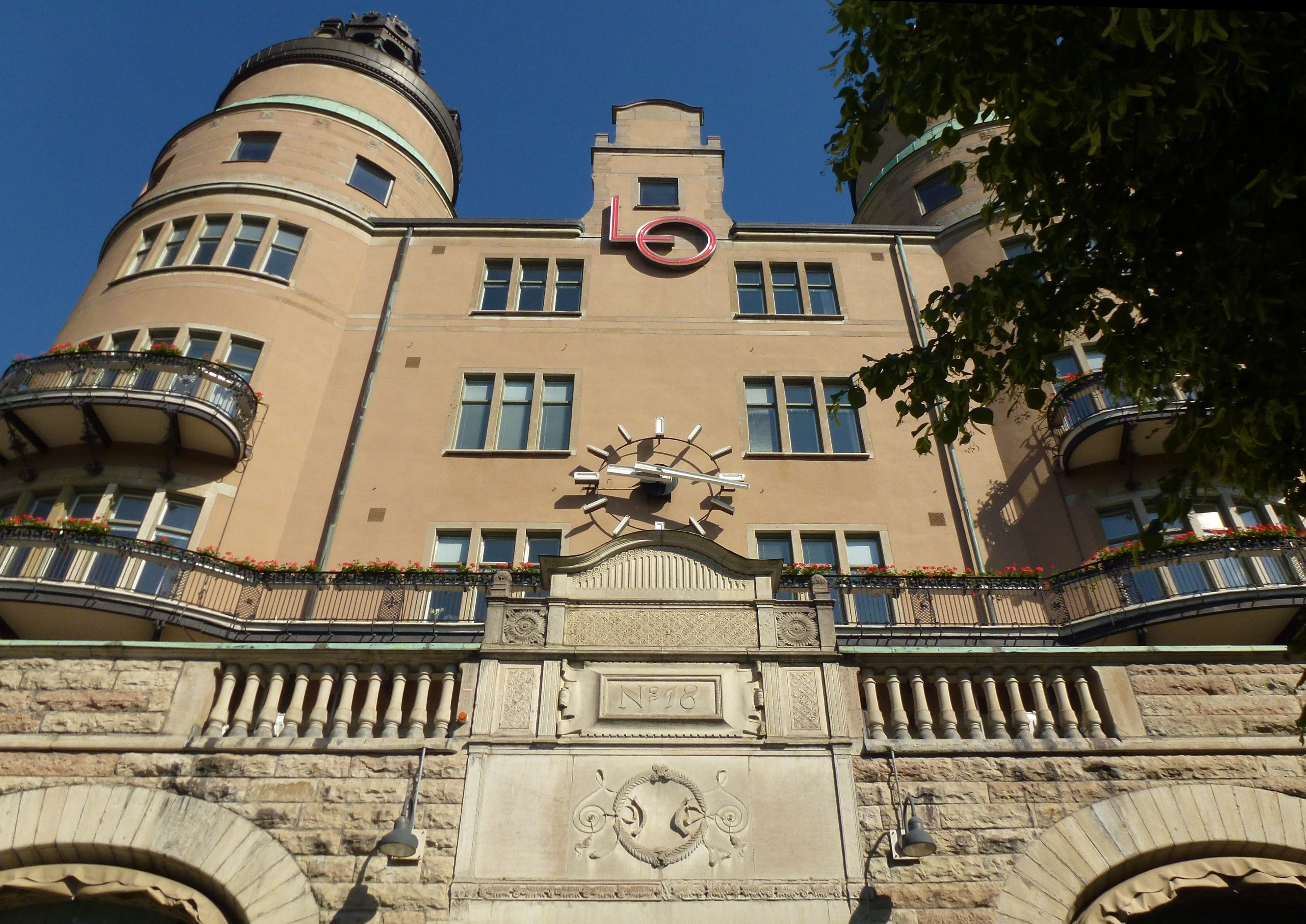
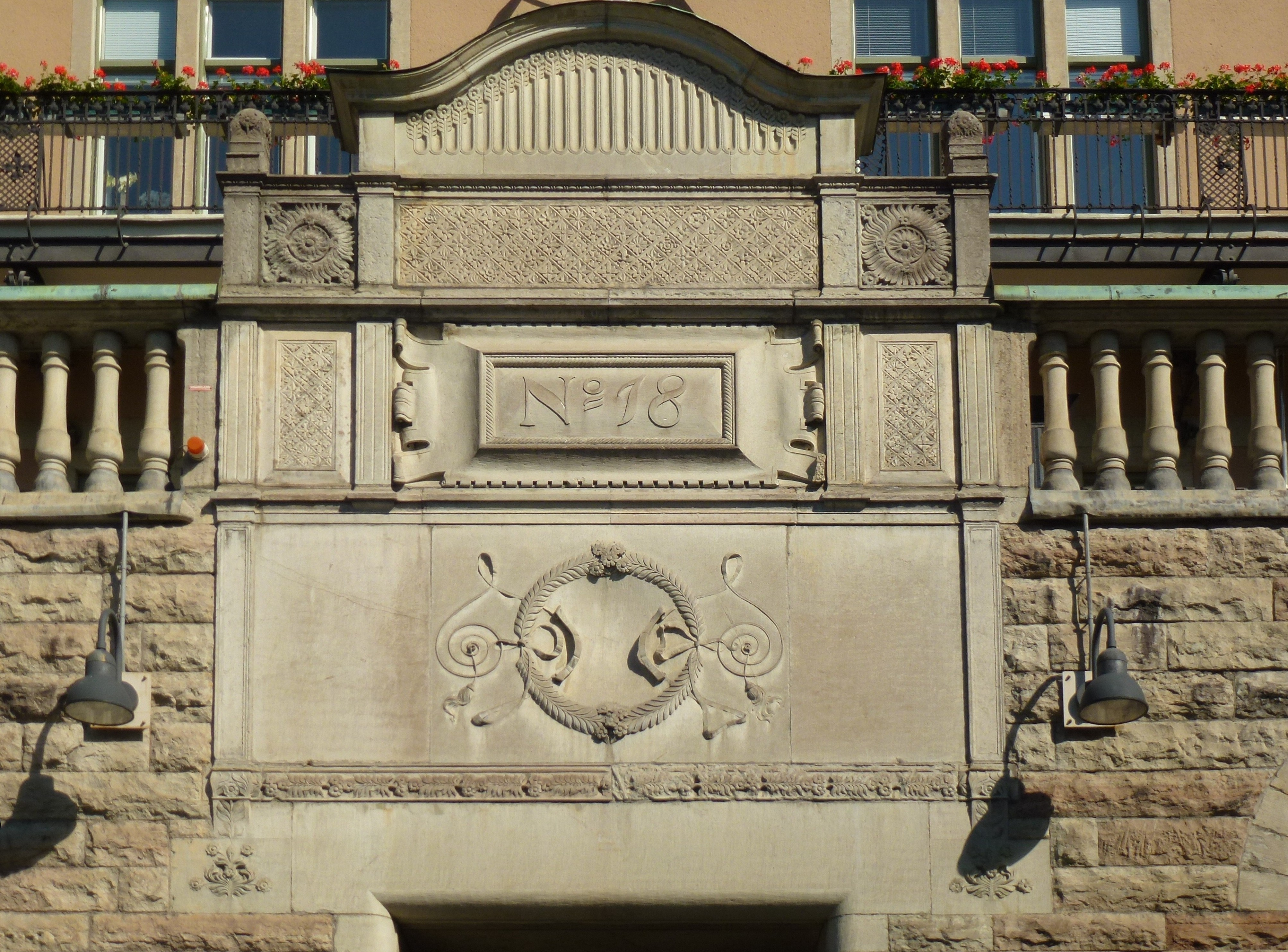
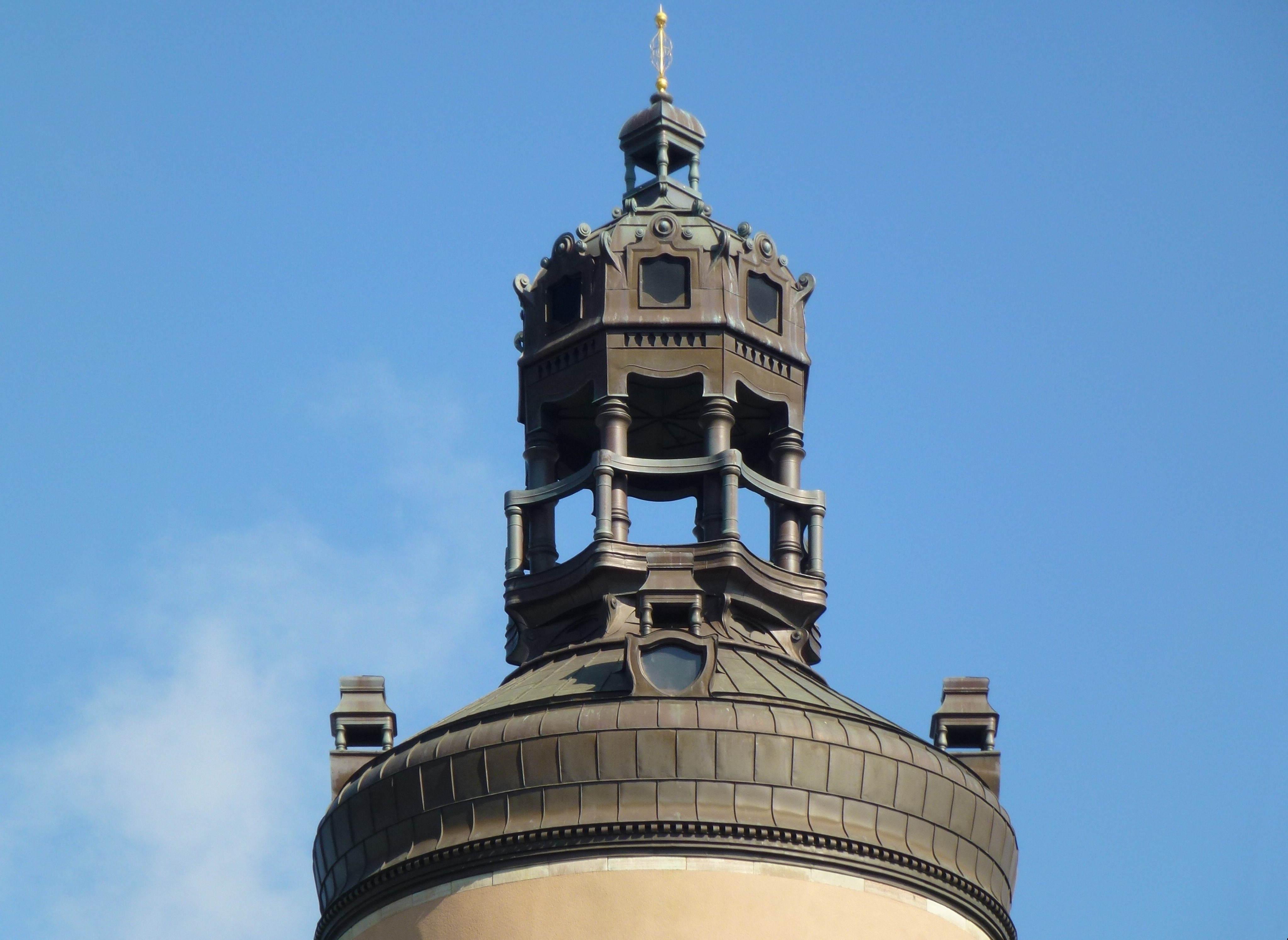